# Pardieiros
Pardieiros es una aldea portuguesa situada en la freguesía de Beijós, del municipio de Carregal do Sal y distrito de Viseo.

## Etimología
Pardieiros deriva de la palabra pardieiro, que es casa en ruinas o muy vieja. 

## Geografía
Situada a 18 km de la mayor ciudad del distrito Viseu, Pardieiros es una aldea en desarrollo, que vive esencialmente de la agricultura y de la pastoreo, así como del comercio y del transporte público (taxis). Es la alta del municipio, teniendo 320m de altitud en la zona sur y teniendo 375m de altitud en el centro y norte de la aldea. 

## Historia
Sus orígenes datan más de dos mil años, tal como Beijós.

## Patrimonio
La aldea está dotada de una escuela con capacidad de 30 alumnos, un jardín de infancia para 25 niños y tiene dos cafés. Tiene también una asociación, en la zona nordeste de la aldea, con bar, salón de espectáculos y convivencia. Existe un campo de fútbol de a 5, con bancadas para los espectadores. Actualmente, la asociación tiene algunos planes de construcción que ya fueron propuestos a la freguesia en su momento. Tiene una iglesia y una fuente de 1942, bajo tierra, muy interesante para visitantes.
En las proximidades de Pardieiros, existe una playa fluvial (Río Dão), una aldea recientemente reconstruida (Póvoa Dão) y las relajantes termas de Sangemil, apropiadas para los turistas que visitan esta aldea.

## Población/Área
| Pardieiros                      | Freguesia de Beijós | Viseo                                  |
| ------------------------------- | ------------------- | -------------------------------------- |
| 339 hab. (1993) 406 hab. (2001) | 1217 hab. (2001)    | 92 016 hab. (2004) 101 912 hab. (2009) |
| 5,14 km²                        | 12,60 km²           | 5.007 km²                              |